# Walterboro
Walterboro és una població dels Estats Units a l'estat de Carolina del Sud. Segons el cens del 2000 tenia 5.153 habitants.

## Demografia
Segons el cens del 2000, Walterboro tenia 5.153 habitants. La densitat de població era de 401,1 habitants/km².
Per edats la població es repartia de la següent manera: un 24,9% tenia menys de 18 anys, un 7,3% entre 18 i 24, un 24,6% entre 25 i 44, un 23% de 45 a 60 i un 20,2% 65 anys o més.
L'edat mediana era de 40 anys. Per cada 100 dones de 18 o més anys hi havia 73,1 homes.
La renda mediana per habitatge era de 32.200 $ i la renda mediana per família de 36.549 $. Els homes tenien una renda mediana de 28.488 $ mentre que les dones 19.351 $. La renda per capita de la població era de 17.150 $. Entorn del 18,6% de les famílies i el 22% de la població estaven per davall del llindar de pobresa.

## Poblacions més properes
El següent diagrama mostra les poblacions més properes.